# Washington County (Virginia)
Washington County ist ein County im Bundesstaat Virginia der Vereinigten Staaten. Im Jahr 2020 hatte das County 53.935 Einwohner und eine Bevölkerungsdichte von 37 Einwohnern pro Quadratkilometer. Der Verwaltungssitz (County Seat) ist Abingdon. Das County gehört zu den Dry Countys, was bedeutet, dass der Verkauf von Alkohol eingeschränkt oder verboten ist.

## Geographie
Washington County liegt im Südwesten von Virginia, grenzt im Süden an Tennessee und hat eine Fläche von 1466 Quadratkilometern, wovon acht Quadratkilometer Wasserfläche sind. Das County ist in sieben Verwaltungsbezirke aufgeteilt: Harrison, Jefferson, Madison, Monroe, Taylor, Tyler und Wilson. Es grenzt im Uhrzeigersinn an folgende Countys: Smyth County, Grayson County, Scott County und Russell County.

## Geschichte
Gebildet wurde es 1776 aus Teilen des Fincastle County. Benannt wurde es nach dem Präsidenten George Washington. Später wurde das County einer der größten Whiskey-Produzenten der Vereinigten Staaten.

## Demografische Daten

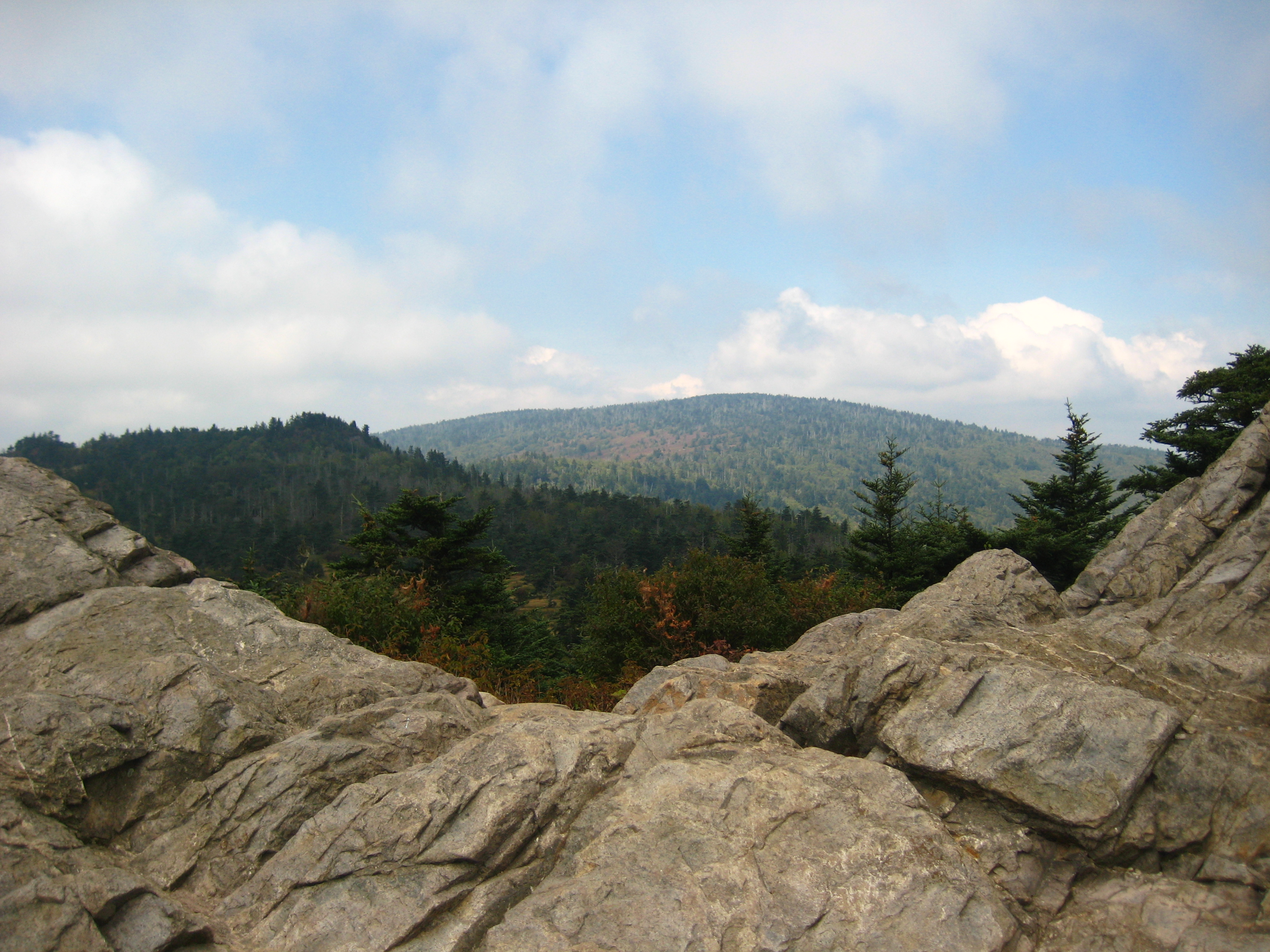
Mount Rogers National Recreation Area

Alterspyramide des Washington County

Nach der Volkszählung im Jahr 2000 lebten im Washington County 51.103 Menschen. Davon wohnten 1342 Personen in Sammelunterkünften, die anderen Einwohner lebten in 21.056 Haushalten und 14.949 Familien. Die Bevölkerungsdichte betrug 35 Einwohner pro Quadratkilometer. Ethnisch betrachtet setzte sich die Bevölkerung zusammen aus 97,56 Prozent Weißen, 1,32 Prozent Afroamerikanern, 0,11 Prozent amerikanischen Ureinwohnern, 0,27 Prozent Asiaten, 0,03 Prozent Bewohnern aus dem pazifischen Inselraum und 0,14 Prozent aus anderen ethnischen Gruppen; 0,58 Prozent stammten von zwei oder mehr ethnischen Gruppen ab. 0,63 Prozent der Bevölkerung waren spanischer oder lateinamerikanischer Abstammung.
Von den 21.056 Haushalten hatten 28,1 Prozent Kinder und Jugendliche unter 18 Jahre, die bei ihnen lebten. 59,1 Prozent waren verheiratete, zusammenlebende Paare, 8,7 Prozent waren allein erziehende Mütter, 29,0 Prozent waren keine Familien, 25,8 Prozent waren Singlehaushalte und in 10,4 Prozent lebten Menschen im Alter von 65 Jahren oder darüber. Die Durchschnittshaushaltsgröße betrug 2,36 und die durchschnittliche Familiengröße lag bei 2,84 Personen.
Auf das gesamte County bezogen setzte sich die Bevölkerung zusammen aus 20,8 Prozent Einwohnern unter 18 Jahren, 8,7 Prozent zwischen 18 und 24 Jahren, 28,3 Prozent zwischen 25 und 44 Jahren, 26,9 Prozent zwischen 45 und 64 Jahren und 15,3 Prozent waren 65 Jahre alt oder darüber. Das Durchschnittsalter betrug 40 Jahre. Auf 100 weibliche Personen kamen 94,2 männliche Personen. Auf 100 Frauen im Alter von 18 Jahren oder darüber kamen statistisch 91,7 Männer.

Das jährliche Durchschnittseinkommen eines Haushalts betrug 32.742 USD, das Durchschnittseinkommen der Familien betrug 40.162 USD. Männer hatten ein Durchschnittseinkommen von 30.104 USD, Frauen 21.307 USD. Das Prokopfeinkommen betrug 18.350 USD. 8,1 Prozent der Familien und 10,9 Prozent der Bevölkerung lebten unterhalb der Armutsgrenze. Darunter waren 13,2 Prozent der Kinder und Jugendlichen unter 18 Jahren und 14,2 Prozent der Einwohner im Alter von 65 Jahren oder darüber.